# Un etaj mai jos
Un etaj mai jos (Engels: One Floor Below) is een Roemeense film uit 2015, geregisseerd door Radu Muntean. De film ging in première op 14 mei op het Filmfestival van Cannes in de sectie Un certain regard.

## Verhaal
Patrascu is de enige getuige van een huiselijke ruzie die eindigt in een moord. Het gevolg is een gespannen relatie met zijn twee buren, omdat de ene een moordenaar is en de andere fungeert als zijn eigen geweten.

## Rolverdeling
| Acteur        | Personage |
| ------------- | --------- |
| Teodor Corban | Patrascu  |
| Ioana Flora   |           |
| Liviu Cheloiu | Bolocan   |